# Hòn Gầm Ghì
Hòn Gầm Ghì, còn gọi là Hòn Dâm Ngang, tọa lạc tại vị trí 9°54’40.64’’ vĩ bắc, 104°00’49.34’’ kinh đông, là 1 trong 16 hòn đảo nhỏ trong bán kính 18 KM của quần đảo An Thới (thuộc phía Nam của đảo Phú Quốc). Hòn Dâm Ngang nằm cách thị trấn An Thới gần 10 Km về hướng Nam. Nơi đây sở hữu diện tích san hô lên tới hàng nghìn mét vuông nên còn được mệnh danh là thiên đường san hô ở Phú Quốc. Tại đây có một rặng san hô Cải Bắp hay còn gọi là Cabbage Coral lớn diện tích hàng trăm mét vuông được mệnh danh là Núi San Hô - Phu Quoc Coral Mountain. 

## Núi San Hô

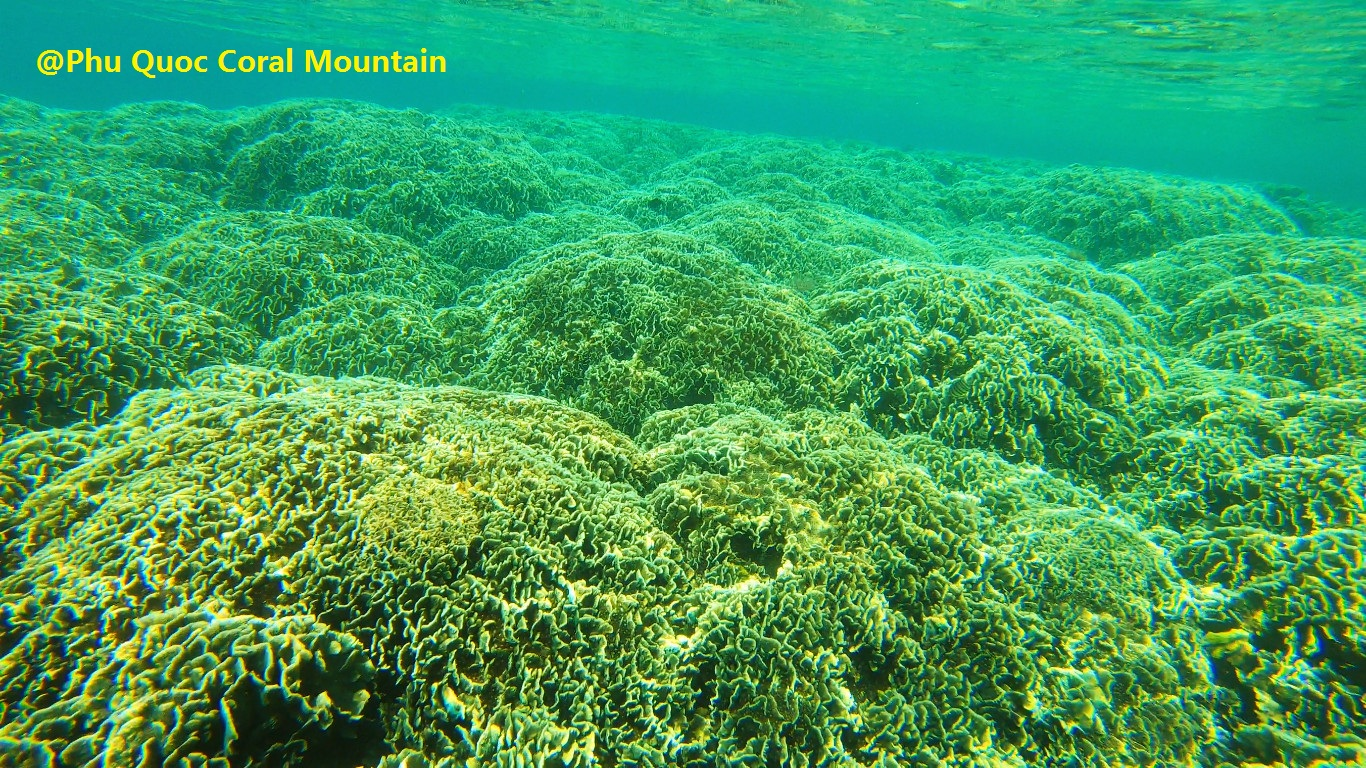
Vẻ đẹp của núi San Hô Phú Quốc - Phu Quoc Coral Mountain

Núi San Hô (Phu Quoc Coral Mountain) là một rặng san hô Bắp cải (Cabbage Coral) nằm cách thị trấn An Thới 16 Km về phía nam, thuộc quần đảo An Thới. Núi San Hô có diện tích tự nhiên vào khoảng 200 đến 300 mét vuông, nằm ở độ sâu khoảng 1 - 2 mét. Tình trạng sức khỏe san hô còn tốt tuy nhiên nhiều khách du lịch và các bên kinh doanh canô không có trách nhiệm khiến một phần rặng san hô bị tổn hại. 
Với vị trí địa lý đặc biệt được che chắn bởi các hòn đảo nên quanh năm hầu như đều có thể ghé thăm, khám phá Núi San Hô (Phu Quoc Coral Mountain) nhưng thời điểm đẹp nhất để chiêm ngưỡng vẻ đẹp của Núi San Hô là mùa khô ở Phú Quốc (tháng 10 đến tháng 4) hoặc những hôm biển êm, nước trong có nắng. Một vài thời điểm trong năm khi tới đây sẽ bắt gặp các đàn cá nhỏ tìm về Núi San Hô để trú ẩn, càng làm vẻ đẹp của rặng san hô này thêm ấn tượng. 
Lưu ý khi lặn khám phá Núi San Hô: Do đặc thù là rặng san hô nước nông nên đòi hỏi người khám phá, lặn phải có kỹ năng xử lý dưới nước rất tốt để tránh chạm hoặc tác động có hại tới san hô, đặc biệt không nên sử dụng các loại kem chống nắng hóa học do có tác động không tốt tới sự phát triển của san hô. Khi tham gia bơi lặn, nên chuẩn bị áo báo có tay che để chống nắng cũng như hạn chế việc sử dụng kem chống nắng và một số sinh vật biển có thể gây dị ứng với da.